# François-Joachim de Pierre de Bernis

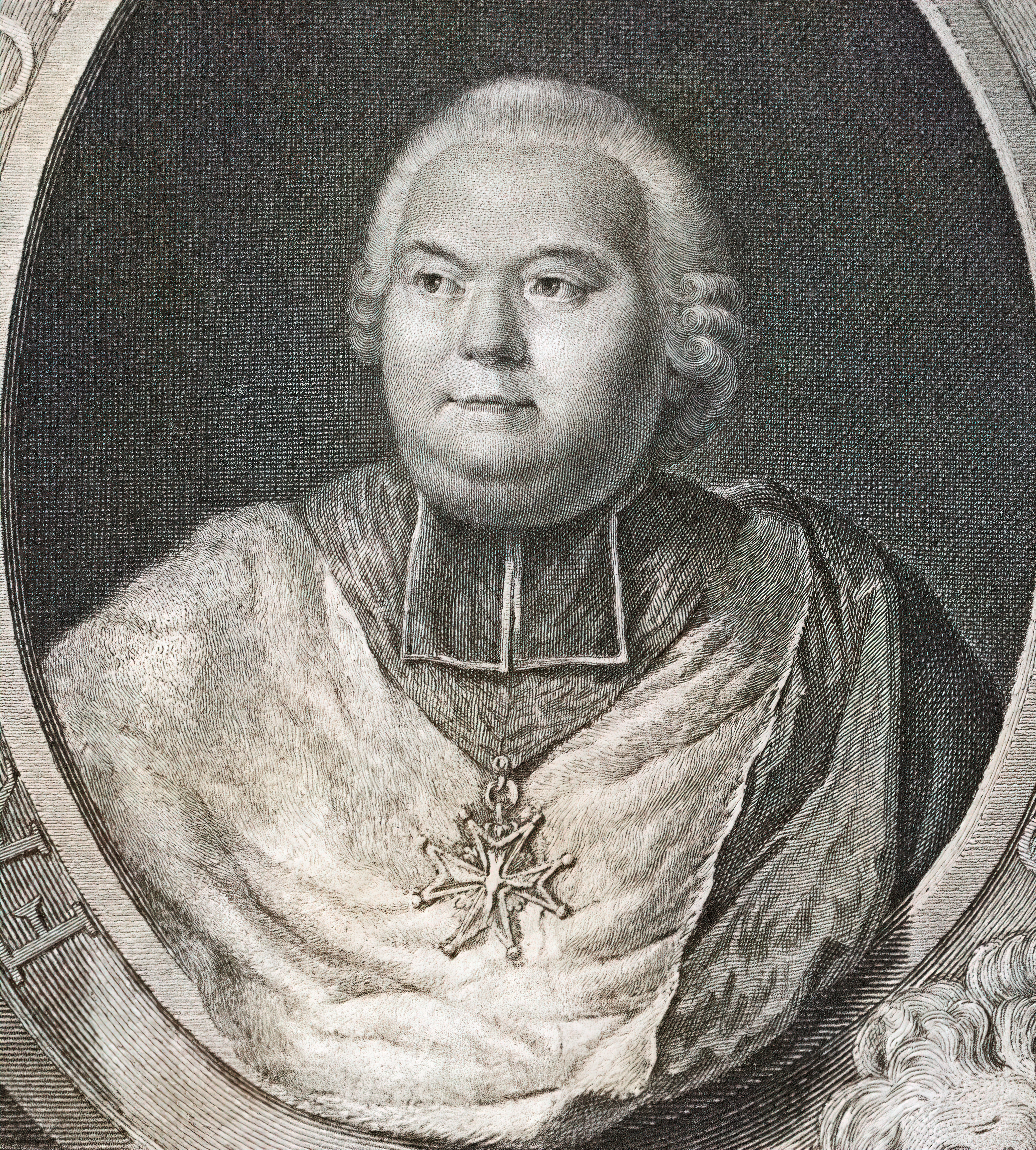
Francois-Joachim de Pierre, Cardinal de Bernis, Comte de Lyon. Ausschnitt aus einem Stich von Domenico Cunego (1724/25–1803) nach einem Porträtgemälde von Antoine-François Callet (1741–1823).
Bernis’ Unterschrift:

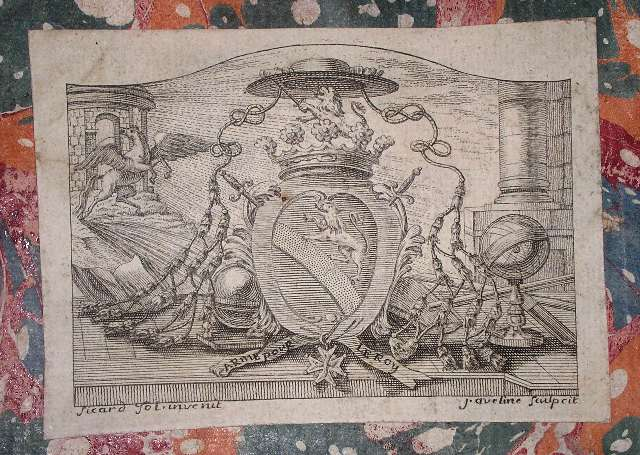
Exlibris des Kardinals mit seinem Wappen

François-Joachim de Pierre, Kardinal de Bernis (* 22. Mai 1715 in Saint-Marcel-d’Ardèche, heute Département Ardèche; † 3. November 1794 in Rom) war ein französischer Politiker, Dichter und Kardinal.

## Leben
Bernis stammte aus einer adligen, aber armen Familie, besuchte das Lycée Louis-le-Grand, und ging einige Jahre in das Priesterseminar St. Sulpice in Paris. Er wurde sehr jung Kanonikus des Kapitels in Brioude, später von Lyon (« Comte de Lyon »), und machte sich bald durch seine galanten Gedichte und seine geistvolle Unterhaltung zum Liebling der guten Gesellschaft am französischen Hof. Bernis gewann die Gunst von Madame de Pompadour, welche ihm eine königliche Pension und die Aufnahme in die Académie française verschaffte. Im Zönakel der Herzogin du Maine traf er Louise Charlotte Clotilde de Boutechoux-Palamballe, die er seit 1741 kannte und mit der er die Außenpolitik Frankreichs während dreißig Jahren entwickelte.
1751 wurde er zum Gesandten in Venedig ernannt, kehrte aber 1755 nach Paris zurück. Nachdem er 1756 das Bündnis mit Österreich gegen Friedrich II. von Preußen, der auch ihn durch spöttische Bemerkungen beleidigt hatte, zustande gebracht hatte, wurde er 1757 Außenminister. Dieses Amt übte er nur bis 1758 aus, da er wegen des unglücklichen Verlaufs der Kriegsereignisse im Siebenjährigen Krieg immer dringender zum Frieden mit Preußen auch ohne Österreich riet.
Kurz vor seiner Verabschiedung verlieh Papst Klemens XIII. Bernis am 2. Oktober 1758 die Kardinalswürde und übersandte ihm das Kardinalsbirett. Bernis konnte aber nicht nach Rom reisen, da er durch einen Kabinettsbefehl in seine Abtei Saint-Médard in Soissons verwiesen wurde. Die Priesterweihe empfing er am 6. September 1760. Nachdem er fünf Jahre in Saint-Médard gelebt hatte, rief ihn Ludwig XV. 1764 zurück und ernannte ihn zum Erzbischof von Albi. Die Bischofsweihe spendete ihm am 5. August 1764 in der Kathedrale von Sens der Erzbischof von Sens, Kardinal Paul d’Albert de Luynes; Mitkonsekratoren waren Joseph-Bruno de Bausset-Roquefort, Bischof von Béziers, und Jean-Baptiste Champio de Cicé, Bischof von Auxerre. 1769 wurde de Bernis nach Rom zum Konklave gesandt und bewirkte durch seinen Einfluss die Wahl Klemens’ XIV. Er selbst wurde 1769 zum Kardinalpriester von San Silvestro in Capite ernannt. 1770 wurde er Ehrenmitglied der Académie des inscriptions et belles-lettres.
Kurz darauf wurde er zum französischen Gesandten in Rom ernannt. Die Achtung, die ihm sein Hof zollte, bewies der ihm 1774 bewilligte ungewöhnliche Titel Protecteur des églises de France. Nach der Französischen Revolution wurde er seines Gesandtschaftspostens entsetzt und verlor sein hohes Gehalt und seine Einkünfte aus Pfründen (400,000 Livres), blieb aber in Rom, wo er von seinem Freund, dem spanischen Diplomaten José Nicolás de Azara, finanziell unterstützt wurde. Am 18. April 1774 wurde er zum Kardinalbischof von Albano erhoben.
François-Joachim de Pierre de Bernis starb am 3. November 1794 in Rom und wurde zunächst in der Kirche San Luigi dei Francesi bestattet. Im Jahre 1803 wurden seine sterblichen Überreste, mit Erlaubnis des Ersten Konsuls Napoléon Bonaparte, in die Kathedrale Notre-Dame-et-Saint-Castor in Nîmes überführt und dort beigesetzt, sein Herz und die Eingeweide (præcordia) blieben allerdings in der Kirche San Luigi dei Francesi in Rom bestattet.

## Werke
Als Dichter kultivierte er besonders die „beschreibende Poesie“ und hatte namentlich mit Les quatre saisons, ou les Géorgiques francaise und Le palais des heures, ou les quatre points du jour große Erfolge. Ausgaben seiner OEuvres complétes erschienen in Paris 1797 und 1825; seine Poésies gab Drujon heraus (Paris, 1882).
Seitdem er sich ausschließlich dem geistlichen Stand widmete, entsagte er der Ausübung der Dichtkunst und vermied selbst die Erwähnung seiner poetischen Werke. Nach seinem Tod fand sich unter seinen Papieren ein Gedicht: La religion vengée (neue Ausgabe 1848). Seine Korrespondenz mit Voltaire erschien Paris 1799; seine Memoiren und politische Korrespondenz gab Masson heraus Mémoires et lettres du cardinal de B. 1715–58, Paris 1878, (2 Bände) und im Anschluss daran: Le cardinal de B. depuis son ministére, 1758–74 (Paris, 1884).